# 暮露暮露団

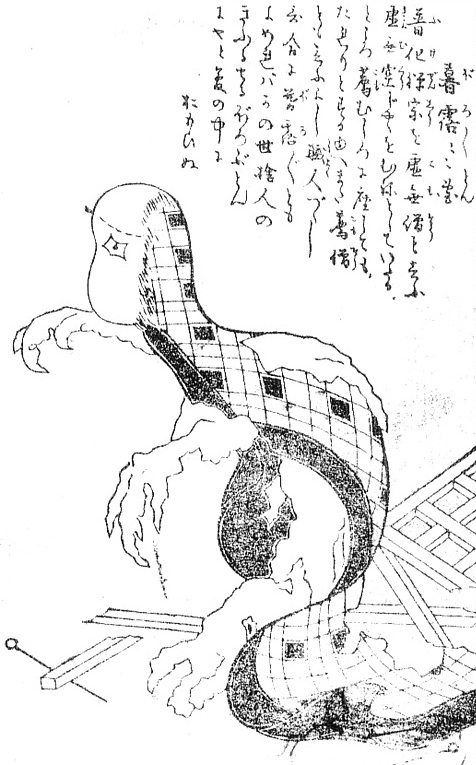
鳥山石燕『百器徒然袋』より「暮露暮露団」

暮露暮露団（ぼろぼろとん）は、日本の妖怪の一種。付喪神（つくもがみ）の一つ。江戸時代の画家・鳥山石燕の妖怪画集『百器徒然袋』に描かれている。
古くなってボロボロになりながらも、様々な理由で残された布団が暮露暮露団となるという。この妖怪にまつわる記録は民間伝承としては残っておらず、石燕による創作と推測されている。
また『百器徒然袋』では『徒然草』をもとにした妖怪が多いが、この暮露暮露団の解説にも普化禅宗の僧を意味する「ぼろぼろ」のことが述べられていることから、『徒然草』の第百十五段にあるぼろぼろの話と、ぼろぼろに破れた布団との言葉遊びで暮露暮露団という妖怪が創作されたとの説もある。